# Tanc Valentine
El tanc Valentine (nom oficial Infantry Tank, Mk III) va ser un tanc d'infanteria produït al Regne Unit durant la segona guerra mundial. Se'n van fabricar més de 8.000 unitats en diverses variants, més unes quantes variants especialitzades, xifra que representa aproximadament una quarta part de la producció total de tancs britànics en temps de guerra. Les moltes variants incloïen fabricació per soldadura i amb reblons, motors de gasolina i motors dièsel i un augment progressiu d'armament. Va ser subministrat en gran quantitat a l'URSS i construït sota llicència al Canadà. Desenvolupat per Vickers, va demostrar ser resistent i fiable.

## Nom
Hi ha diverses explicacions proposades per al nom de Valentine. Segons la més popular, el disseny va ser presentat al ministeri de la guerra el dia de Sant Valentí, el 14 de febrer de 1940, tot i que algunes fonts diuen que el disseny va ser presentat el dia de Sant Valentí de 1938 o el 10 de febrer de 1938. White assenyala que Valentine era el nom del mig de Sir John V. Carden, responsable de molts dissenys de tancs, inclòs el dels predecessors del Valentine, l'A10 i l'A11. Una altra versió diu que Valentine és un acrònim de Vickers-Armstrong Ltd Elswick & (Newcastle-upon) Tyne. L'explicació més prosaica, segons David Fletcher, és que es tractava només d'un codi intern de Vickers sense cap altra significació.

## Desenvolupament
El Valentine va començar com una proposta basada en l'experiència de Vickers amb els tancs A9, A10 i A11 (el Matilda, Infantry Tank Mk I). Com a disseny privat de Vickers-Armstrongs, no va rebre una designació «A» de l'estat major; la proposta es va enviar al ministeri de la guerra el 10 de febrer de 1938. L'equip de desenvolupament va intentar igualar el pes més baix d'un tanc de creuer, utilitzant, però, les peces de suspensió i transmissió de l'A10, amb el millor blindatge d'un tanc d'infanteria. Treballant a una especificació de blindatge de 60 mm (la mateixa que la de l'A11), el tanc havia de dur un canó de dues lliures en una torreta biplaça (l'A11 estava armat només amb una metralladora pesant), tenir un perfil més baix i ser tan lleuger com fos possible; el resultat era un vehicle molt compacte amb un interior molt encofurnat. En comparació amb el Matilda, el Valentine tenia un blindatge un xic més feble i gairebé la mateixa velocitat màxima. Mitjançant l'ús de components ja provats en l'A9 i l'A10, el nou disseny va ser més fàcil de produir i molt menys costós.
El ministeri de la guerra inicialment va mostrar-s'hi rebec a causa de la mida de la torreta, ja que consideraven necessària una tripulació de tres homes, per alliberar el comandant del vehicle d'una implicació directa en l'operació del canó. Preocupat per la situació a Europa, finalment va aprovar el disseny a l'abril de 1939 i va fer la primera comanda al juliol per a lliuraments el maig de 1940. Al començament de la guerra, Vickers va rebre instruccions de donar prioritat a la producció de tancs. El vehicle va arribar a les proves el maig de 1940, que van coincidir amb la pèrdua de gran part dels equips de l'exèrcit a França, durant l'operació Dynamo, l'evacuació de Dunkerque. Els assajos van tenir èxit i el vehicle es va avançar en producció com a «Tank, Infantry, Mark III»; no es requerien models pilot, ja que la mecànica s'havia provat a l'A10. Així doncs, el Valentine va entrar en servei a partir del juliol de 1941.

## Producció
Metropolitan-Cammell Carriage and Wagon (una empresa associada de Vickers) i Birmingham Railway Carriage and Wagon Company (BRCW) van ser contractades per produir els Valentine. Metropolitan i BRCW havien construït una petita quantitat d'A10 i van lliurar els seus primers Valentine a mitjan 1940. Metropolitan va utilitzar dues plantes, amb Wednesbury que es va unir amb la seva planta de Midlands en la producció del Valentine. La producció de Vickers va començar a deu al mes i va arribar a 45 al mes en un any i va assolir el màxim a 20 a la setmana el 1943, abans que la producció s'alentís; la producció de Valentine i derivats es va aturar el 1945. Vickers-Armstrong va produir 2.515 vehicles i Metropolitan, 2.135; la producció total del Regne Unit va ser de 6.855 tancs.
Per desenvolupar les seves pròpies forces blindades, el Canadà havia establert instal·lacions de producció de tancs. Es va fer una comanda el 1940 amb Canadian Pacific i després de modificacions al disseny del Valentine per utilitzar estàndards i materials locals, el prototip de producció es va acabar el 1941. La producció canadenca es va fer principalment a CPR Angus Shops a Mont-real i es van fabricar 1.420 unitats. 1.388 van ser enviats a la Unió Soviètica, amb 2.394 exportats des de Gran Bretanya. Van formar part de la principal exportació de la Commonwealth a la Unió Soviètica sota la Llei de Préstec i Arrendament (Lend-Lease). Els restants 32 es van conservar per a entrenament. L'ús de motors GMC Detroit Diesel locals en la producció canadenca va ser un èxit i el motor es va adoptar per a la producció britànica. La producció britànica i canadenca va arribar a 8.275, cosa que va fer del Valentine el tanc britànic més produït de la guerra.

## Disposició del vehicle
El Valentine era de disseny convencional, dividit internament en tres compartiments; de davant a darrere: la posició del conductor, el compartiment de combat amb la torreta i, a continuació, el motor i la transmissió que impulsaven les erugues amb rodes dentats posteriors. L'àrea del conductor només contenia el conductor i els controls de conducció. El conductor seia a la línia central del casc, i hi entrava a través de qualsevol de les portelles inclinades sobre el seient, tot i que hi havia una escotilla de sortida d'emergència a sota del seient. El conductor tenia una finestrella de visió directa davant seu i dos periscopis sobre el cap. La conducció es feia mitjançant embragatge i el fre a través de palanques, les barres de control de les quals corrien al llarg de tota la longitud del casc fins a la transmissió de la part posterior.
Al darrere del conductor hi havia una mampara que creuava el xassís i el separava del compartiment de combat. Els primers tancs tenien una torreta biplaça, el tirador a l'esquerra del canó i el comandant que actuava també com a carregador a la dreta. Quan es van introduir torretes triplaça, el comandant seia a la part posterior de la torreta. Tots els tancs portaven la ràdio a la part posterior de la torreta. Els primers tancs utilitzaven el conjunt sense fils núm. 11; els tancs posteriors duien el conjunt sense fils núm. 19, que incloïa comunicacions de la tripulació amb xarxes de llarg i curt abast. La rotació de la torreta era mitjançant un motor elèctric, controlada pel tirador, amb una roda per a l'operació manual en cas de fallada.
Una mampara separava el compartiment de combat del compartiment del motor. El motor, l'embragatge i la caixa de canvis formaven una sola unitat. Els primers Valentine van utilitzar un motor de gasolina i el dièsel que distingia el Mark II del Mark I es basava en l'AEC Comet, un motor comercial de vehicles de carretera. El Mark IV utilitzava un GMC Detroit Diesel; aquests foren la majoria dels utilitzats en les campanyes del desert. La caixa de canvis tenia 5 velocitats i 1 marxa-enrere; als models posteriors s'hi van incorporar erugues millorades.

## Historial de combat

### Nord d'Àfrica

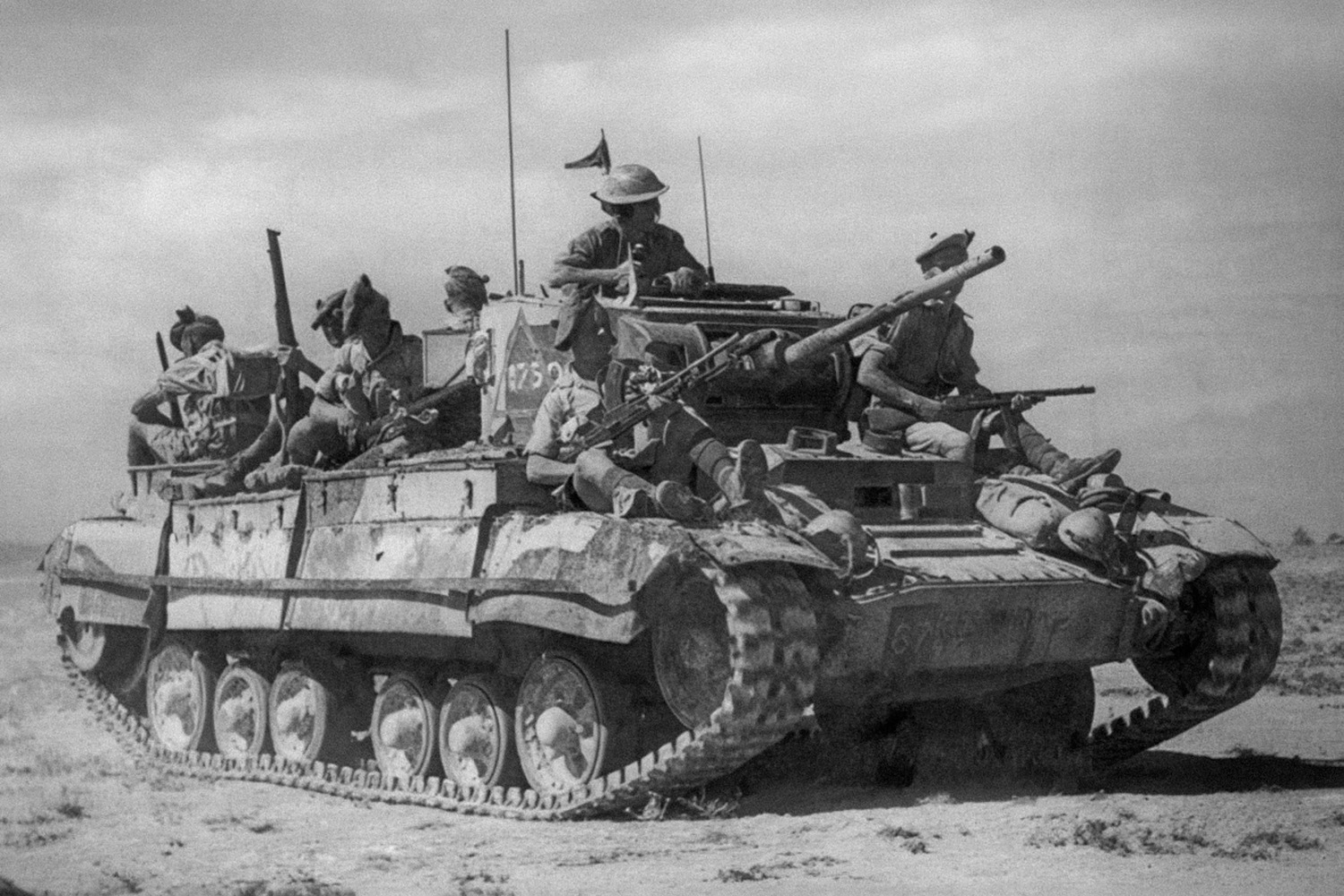
Un Valentine al nord d'Àfrica, amb tropes d'un regiment escocès.

El Valentine es va utilitzar àmpliament en la Campanya del Nord d'Àfrica, guanyant-se la reputació de vehicle fiable i ben protegit. Els primers Valentine van entrar en acció amb el 8è Regiment Reial de Tancs en l'Operació Crusader. El tanc va servir per primera vegada a l'operació Crusader al desert nord-africà, quan va començar a substituir el tanc Matilda. A causa de la manca de tancs de creuer, va ser assignat a regiments blindats al Regne Unit des de mitjan 1941. El Valentine estava més ben armat i era més ràpid que el Cruiser Mk II. Durant la persecució d'El Alamein a final de 1942, alguns tancs havien viatjat més de 3,000 milles (4,800 km) quan el Vuitè Exèrcit va arribar a Tunísia.
El Valentine compartia la debilitat habitual dels tancs britànics del període, el canó de 2 lliures no disposava de munició d'alt poder explosiu (antipersonal) i aviat quedà antiquat com a arma antitanc. La introducció del canó de 6 lliures es va retardar fins que la pèrdua d'equips a França. La petita mida de la torreta i de l'anell de torreta feia que la producció de muntures per a canons més grans resultés una tasca difícil. Tot i que es van desenvolupar versions amb el canó de 6 lliures i després amb el de 75 mm, en el moment en què estigueren disponibles en nombre significatiu, ja es disposava de tancs millors. Una altra feblesa era el petit compartiment de la tripulació i la torreta biplaça. En algunes de les versions de 2 lliures es va utilitzar una torreta més gran. La seva alçada relativament baixa era un avantatge en un camp de batalla amb poca cobertura, la qual cosa li permetia ocupar una bona posició en qualsevol plec convenient del sòl.

### Nord-oest d'Europa
Cap al 1944, el Valentine havia estat substituït quasi del tot a les unitats de primera línia del teatre europeu pel tanc Churchill i el tanc M4 Sherman, fet als Estats Units. Alguns van ser utilitzats per a fins especials o com a vehicles de comandament per a les unitats equipades amb el canó autopropulsat Archer.

### Pacífic
A la guerra del Pacífic, la 3a Divisió de Nova Zelanda va emprar 25 tancs Valentine Mk III i nou Valentine Mk IIICS durant la campanya del sud-oest del Pacífic. Els assaigs a Nova Zelanda van trobar que als projectils d'alt poder explosiu de 2 lliures els mancava potència, sobretot en comparació la de 18 lliures de l'obús de 3 polzades, per la qual cosa 18 Valentine Mk III es van convertir a l'estàndard Valentine Mk IIICS aen substituir el seu armament principal per l'obús QF de 3 polzades. Altres modificacions als nou tancs Valentine Mk IIICS que serviren al Pacífic van ser telèfons d'infanteria (un mitjà perquè la infanteria es comuniqués amb el comandant del tanc). El Valentine es va retirar del servei de Nova Zelanda el 1960.

### Front oriental
Al servei soviètic, el Valentine es va utilitzar des de la batalla de Moscou fins al final de la guerra, principalment a segona línia. Tot i ser criticat per la seva baixa velocitat i canó poc potent, el Valentine va agradar per la seva mida petita, bona fiabilitat i bon blindatge. El Comandament Suprem soviètic va demanar la seva producció fins al final de la guerra. L'agost de 1945, el 267è regiment de tancs (40 Valentine III i IX) de la 59a divisió de cavalleria de l'Exèrcit Roig, juntament amb la 43a brigada de tancs T-34-85, van passar de l'est de Gobi a través de les muntanyes del Gran Khingan fins a Kalgan, a la Xina.

### Xipre
Es creu que l'últim ús d'un Valentine en combat es va produir durant la crisi de Xipre de 1963-1964. La milícia grega va utilitzar un Valentine sense torreta, equipat amb un improvisat compartiment blindat des del qual un tirador podia disparar una metralladora Bren. El vehicle és propietat de la Guàrdia Nacional Xipriota, que pretén situar-lo en un nou museu militar.